# Plumularia virginiae
Plumularia virginiae är en nässeldjursart som beskrevs av Nutting 1900. Plumularia virginiae ingår i släktet Plumularia och familjen Plumulariidae. Inga underarter finns listade i Catalogue of Life.